# 佐藤友紀 (野球)
佐藤 友紀（さとう ともき、1979年6月26日 - ）は、兵庫県出身の元プロ野球選手（投手）。
2001年から2005年までの登録名は、トモキ。

## 経歴
小学4年の時に野球を始める。神戸弘陵高では1年夏から登板し、高校3年生時に背番号10のエースとして夏の県大会で1試合19奪三振を記録するなど、兵庫県内では知られた存在だったが、甲子園大会出場は果たせず、全国的には無名の存在だった。しかしながら、1997年度ドラフト会議にて西武ライオンズから2位指名を受けて入団。高校の1年先輩に西武ライオンズ時代の同僚・玉野宏昌と中日ドラゴンズの山井大介がいる。
入団時から2000年まではチームに同姓の佐藤秀樹がいた関係上、スコアボードでは「佐藤友」表記だったのだが、2001年に佐藤友亮が入団したこともあり登録名を「トモキ」に変更した。
2004年に初の一軍登板を果たすも、2005年を最後に退団し、現役を引退。

## 詳細情報

### 年度別投手成績
| 年 度     | 球 団     | 登 板 | 先 発 | 完 投 | 完 封 | 無 四 球 | 勝 利 | 敗 戦 | セ 丨 ブ | ホ 丨 ル ド | 勝 率 | 打 者 | 投 球 回 | 被 安 打 | 被 本 塁 打 | 与 四 球 | 敬 遠 | 与 死 球 | 奪 三 振 | 暴 投 | ボ 丨 ク | 失 点 | 自 責 点 | 防 御 率 | W H I P |
| --------- | --------- | ----- | ----- | ----- | ----- | -------- | ----- | ----- | -------- | ----------- | ----- | ----- | -------- | -------- | ----------- | -------- | ----- | -------- | -------- | ----- | -------- | ----- | -------- | -------- | ------- |
| 2004      | 西武      | 7     | 0     | 0     | 0     | 0        | 0     | 0     | 0        | --          | ----  | 41    | 8.0      | 13       | 1           | 4        | 0     | 1        | 7        | 1     | 0        | 10    | 10       | 11.25    | 2.13    |
| 通算：1年 | 通算：1年 | 7     | 0     | 0     | 0     | 0        | 0     | 0     | 0        | --          | ----  | 41    | 8.0      | 13       | 1           | 4        | 0     | 1        | 7        | 1     | 0        | 10    | 10       | 11.25    | 2.13    |

### 記録
- 初登板：2004年6月20日、対北海道日本ハムファイターズ13回戦（札幌ドーム）、6回裏に3番手で救援登板、2回2失点
- 初奪三振：同上、6回裏にエンジェル・エチェバリアから

### 背番号
- 38 （1998年 - 2005年）

### 登録名
- 佐藤 友紀 （さとう ともき、1998年 - 2000年）
- トモキ （2001年 - 2005年）